# Tragedia fantástica de la gitana Celestina
Tragedia fantástica de la gitana Celestina es una obra de teatro de Alfonso Sastre, escrita en 1978.

## Argumento
Nueva visión del clásico de Fernando de Rojas La Celestina. En este caso, existe una doble acción que se desarrolla paralelamente en el siglo XVI y en la 2ª mitad de la década de 1970, con unos Calixto y Melibea maduros y una Celestina joven y bella. Calixto se enamora de Melibea, antigua prostituta y actual abadesa de un convento; Parmeno lo conduce allí pero Calixto huye perseguido por hereje y la gitana Celestina convence a Melibea para que acepte a Calixto; en una entrevista entre los amantes, unos animales los matan, Celestina muere como monstruo deforme y Sempronio se ahorca. Desde ultratumba, Calixto y Melibea saborean sus últimos instantes de amor.

## Estreno
Estrenada en Roma en 1979, con dirección de Luigi Squarzina y traducción al italiano de María Luisa Aguirre d'Amico.
En España se estrenó en 1985 por el Grupo de Acción Teatral, con dirección de Enric Flores e interpretación de María José Arenos (Celestina), Minerva Álvarez (Melibea), Ramón Teixidor (Calixto), Teresa Vilardell, Ester Fromosa, Pere Vidal, Pere Miravete, Tomás Vila y Alfons Flores.